# Lagorchestes leporides
Lagorchestes leporides е изчезнал вид бозайник от семейство Кенгурови (Macropodidae).